# Jozef Turanec
Jozef Turanec (ur. 7 marca 1892 w Sučanach, zm. 9 marca 1957 w Leopoldovie) – słowacki generał major; dowódca słowackiej Dywizji zmotoryzowanej Rýchla divízia w składzie HGr A; wódz naczelny armii Republiki Słowackiej w okresie prezydentury Jozefa Tiso. 

## Życiorys
Pochodził z rodziny robotniczej. W październiku 1913 rozpoczął służbę wojskową w 71. pułku piechoty w Trenczynie. Gimnazjum ukończył w Rużomberku, następnie naukę kontynuował na wydziale prawa Uniwersytetu w Bratysławie (8 semestrów); w roku 1920 ukończył kursy wojskowe; w latach 1919–1939 w armii czechosłowackiej; od 1939 w armii słowackiej; od sierpnia 1941 dowódca słowackiej dywizji zmotoryzowanej. 7 sierpnia 1942 awansowany do rangi generała majora, odznaczony Krzyżem Żelaznym. Dowódca armii słowackiej z siedzibą w Bańskiej Bystrzycy; od 25 sierpnia 1944 głównodowodzący wiernej Jozefowi Tiso armii słowackiej; przyleciał samolotem na obszar opanowany przez powstańców i próbował przejąć dowództwo nad zbuntowanymi oddziałami wojska. 29 sierpnia 1944 zatrzymany na rozkaz gen. Goliana na lotnisku Trzy Dęby, a następnie razem z gen. Ferdinandem Čatlošem przetransportowany do ZSRR. W roku 1947 został przekazany przez ZSRR władzom czechosłowackim. 
10 grudnia 1947 skazany przez sąd w Bratysławie na karę śmierci przez rozstrzelanie; ostatecznie wyrok zamieniono na 30 lat więzienia. W sentencji wyroku podano, że odpowiedzialny był za tłumienie powstania narodowego na Słowacji w 1944 roku (za „The New York Times” z 11 grudnia 1947). Gen. Jozef Turanec zmarł w więzieniu w 1957 roku na atak serca.